# Rivière Rocheuse (rivière Portneuf)
Pour les articles homonymes, voir Rivière Rocheuse.
La rivière Rocheuse est un affluent de la rivière Portneuf, coulant sur la rive Nord-Ouest du fleuve Saint-Laurent, dans la municipalité de Portneuf-sur-Mer, dans la municipalité régionale de comté (MRC) de La Haute-Côte-Nord, dans la région administrative de la Côte-Nord, dans la Province de Québec, au Canada.
À partir de la route 138, la route forestière « Chemin de la Rivière des Cèdres » remonte par la rive Sud la vallée de la rivière Portneuf (Côte-Nord), en passant devant l’embouchure de la rivière Rocheuse. De là, une route secondaire enjambe la rivière Portneuf pour remonter vers le Nord dans la partie inférieure de la vallée,,.
La foresterie constitue la principale activité économique du secteur ; les activités récréotouristique, en second.
La surface de la rivière Rocheuse est habituellement gelée de la fin novembre au début avril, toutefois la circulation sécuritaire sur la glace se fait généralement de la mi-décembre à la fin mars.

## Géographie
Les principaux bassins versants voisins de la rivière Rocheuse sont :
- côté Nord : lac à la Loutre, lac Docile, rivière du Sault aux Cochons ;
- côté Est : rivière Portneuf (Côte-Nord), ruisseau Poisson, ruisseau Marcoux, ruisseau Desrosiers, Coulée Sapin, rivière Noire (rivière Portneuf), rivière à Philias, Estuaire du Saint-Laurent ;
- côté Sud : rivière Portneuf (Côte-Nord), rivière des Cèdres (rivière Portneuf), rivière Roussel ;
- côté Ouest : rivière Portneuf (Côte-Nord), ruisseau Montisembeau, rivière aux Ours (rivière Portneuf), ruisseau à la Loutre[2].

La rivière Rocheuse prend sa source à l'embouchure du lac à la Loutre (longueur : 2,4 km ; altitude : 411 m) en zone forestière. Ce lac est alimenté du côté Nord par le lac Docile qui est séparé du lac à la Loutre par une étroite bande de terre.
L’embouchure de ce lac est situé à 14,6 km au Sud-Est d’une courbe de la rivière du Sault aux Cochons ; à
10,2 km au Nord-Est de l’embouchure de la rivière Rocheuse (confluence avec la rivière Portneuf (Côte-Nord) ; à 45,5 km au Nord-Ouest de la confluence de la rivière Portneuf (Côte-Nord) et du fleuve Saint-Laurent ; à 42,0 km au Sud-Ouest du centre-ville de Forestville.
À partir du lac de tête, la rivière Rocheuse coule généralement vers le Sud, entièrement en zones forestières sur 14,4 km selon les segments suivants :
- 4,5 km vers le Sud, puis l’Est en traversant le lac Ruth (longueur : 1,9 km ; altitude : 261 m) sur sa pleine longueur, jusqu’au barrage à son embouchure ;
- 2,2 km vers l’Est en formant un crochet vers le Nord, jusqu’à la rive Nord du Lac Alain correspondant à la confluence d’un ruisseau (venant du Nord) ;
- 1,8 km vers le Sud-Est en traversant le lac Alain (altitude : 194 m) sur sa pleine longueur ;
- 2,3 km vers le Sud-Est, en traversant le lac Bourbeau (longueur : 1,7 km ; altitude : 192 m) sur sa pleine longueur, jusqu’au barrage à son embouchure ;
- 1,8 km vers le Sud-Est, en traversant le Premier lac de la Rivière Rocheuse (longueur : 2,1 km ; altitude : 161 m), jusqu’à son embouchure ;
- 1,8 km vers le Sud-Est jusqu'à la confluence de la rivière[2].

La rivière Rocheuse se déverse dans une courbe de la rive Nord de la rivière Portneuf (Côte-Nord). Cette confluence est située à :
- 37,7 km à l’Ouest de la confluence de la rivière Portneuf (Côte-Nord) et du fleuve Saint-Laurent ;
- 35,9 km au Sud-Ouest du centre-ville de Forestville ;
- 45,2 km au Nord-Ouest du centre du village des Escoumins ;
- 66,8 km au Nord-Ouest du centre du village de Tadoussac[2].

## Toponymie
Jusqu’en 1974, ce cours d’eau était officiellement désignée rivière à la Loutre, tel que signalé dans le Répertoire géographique du Québec de 1969. En 1974, la Commission de toponymie du Québec adopta l’appellation rivière Rocheuse. Cette dernière désignation était indiquée sur un plan local de la compagnie Anglo Pulp daté du 1er mars 1960 ; en sus, cette désignation figurait sur un plan du club de chasse et de pêche nommé La Rocheuse. L'origine de la dénomination reste inconnue, néanmoins il est vraisemblable de croire que la désignation de ce cours d’eau soit associée aux caractéristiques du paysage naturel et en particulier à celles de son propre lit.
Le toponyme "Rivière Rocheuse" a été officialisé le 2 août 1974 à la Banque des noms de lieux de la Commission de toponymie du Québec, soit à la création de cette commission.